# Aleksander Zawisza
Aleksander Zawisza (1896 – 1977) è stato un politico polacco.

## Biografia
Primo ministro del governo in esilio della Polonia per oltre 14 anni: dal 25 giugno 1956 al 16 luglio 1970. Come ministro degli esteri del governo polacco in esilio, nel 1959 fu favorevole al trasferimento degli archivi di guerra del ministro dell'Informazione dalla Gran Bretagna alla Hoover Institution, presso l'Università di Stanford.

## Onorificenze

### Onorificenze straniere
| Controllo di autorità | VIAF (EN) 220964283 · ISNI (EN) 0000 0003 8558 2590 · LCCN (EN) n2014014973 |